# Lhuître
Lhuître település Franciaországban, Aube megyében. Lakosainak száma 271 fő (2022. január 1.). Lhuître Le Chêne, Dampierre, Dosnon, Grandville, Isle-Aubigny, Vinets és Saint-Ouen-Domprot községekkel határos.

## Népesség
A település népességének változása:
| Lakosok száma | 300  | 269  | 261  | 254  | 297  | 297  | 298  | 296  | 287  | 271  |
|               | 1968 | 1982 | 1990 | 2006 | 2013 | 2015 | 2017 | 2019 | 2020 | 2022 |